# Cyllopoda jatrophae
Cyllopoda jatrophae är en fjärilsart som beskrevs av Jacob Hübner 1822. Cyllopoda jatrophae ingår i släktet Cyllopoda och familjen mätare. Inga underarter finns listade i Catalogue of Life.